# نادي سيليستات ألزاس لكرة اليد
نادي سيليستات ألزاس لكرة اليد هو نادي كرة يد في فرنسا تأسس في سنة 1967. يلعب في الدوري الفرنسي لكرة اليد. تبلغ سعة ملعبه 2300 متفرجا.